# Notoxus aztecorum
Notoxus aztecorum es una especie de coleóptero de la familia Anthicidae.

## Distribución geográfica
Habita en México.